# رويندزق (غربي أردبيل)
رویندزق (بالفارسية: رویندزق) هي قرية تقع في إيران في أردبيل. يقدر عدد سكانها بـ 227 نسمة بحسب إحصاء 2016.